# Соммер, Юрген
Ю́рген Пи́терсон Со́ммер (англ. Juergen Peterson Sommer; родился 27 февраля 1969 года в Нью-Йорке, США) — американский футболист. Вратарь сборной США. Участник чемпионатов мира 1994 и 1998 годов. Ныне тренер.

## Клубная карьера
Соммер начал играть в футбол ещё во время обучения в Военной академии Калвера. После он выступал за команду Индианского университета. В 1990 году был удостоен премии Лучший вратарь года среди студенческих футбольных команд. В том же году Соммер уехал в Англию, где на протяжении 7 лет выступал за команды различных английских лиг: «Брайтон энд Хоув Альбион», «Кеттеринг Таун», «Торки Юнайтед», «Лутон Таун» и «Куинз Парк Рейнджерс». В 1995 дебютировал в Премьер-лиге, став первым американским вратарем, сыгравшим в этом турнире. В 1998 году Юрген вернулся в США, где была сформирована новая лига MLS. Его первой командой стал «Коламбус Крю», где Соммера рассматривали в качестве замены перешедшему в «Ливерпуль» Брэду Фриделю. За «Крю» Юрген успешно выступал на протяжении двух сезонов, пока не получил травму колена. В 2000 году он подписал контракт с «Нью-Инглэнд Революшн». В том же году Соммер сыграл один матч за «Коннектикут Волвс» USISL A-League, для того чтобы почувствовать игру после восстановления от травмы. В 2002 году Юргена из состава вытеснил Эдин Браун. В феврале 2001 года Соммер вернулся в Англию, он правах краткосрочной аренды выступал за «Болтон Уондерерс», испытывающий серьёзные проблемы во вратарской линии из-за обилия травм. В 2002 году Юрген завершил карьеру футболиста.

## Международная карьера
Соммер начал вызываться в сборную США в 1992 году, но выйти на поле ему удалось только 7 сентября 1994 года в товарищеском матче против сборной Англии. В летом 1994 года он был включен в заявку национальной команды на участие в домашнем чемпионате мира, но на турнире Соммер был дублером Тони Меолы и на поле не появился. В 1998 году Юрген во второй раз поехал на первенство мира, но и на этот раз он смотрел бесславное выступление своей команды из-за спины Брэда Фриделя. Между чемпионатами мира Соммер ездил на Кубок Америки и участвовал в Золотом кубке КОНКАКАФ, но и там ему не удалось ни разу выйти на поле.
В общей сложности за шесть лет карьеры в сборной Юрген сыграл 10 матчей, почти все из которых имели товарищеский характер.